# Temporada 2013 del Campeonato Mundial de Supersport

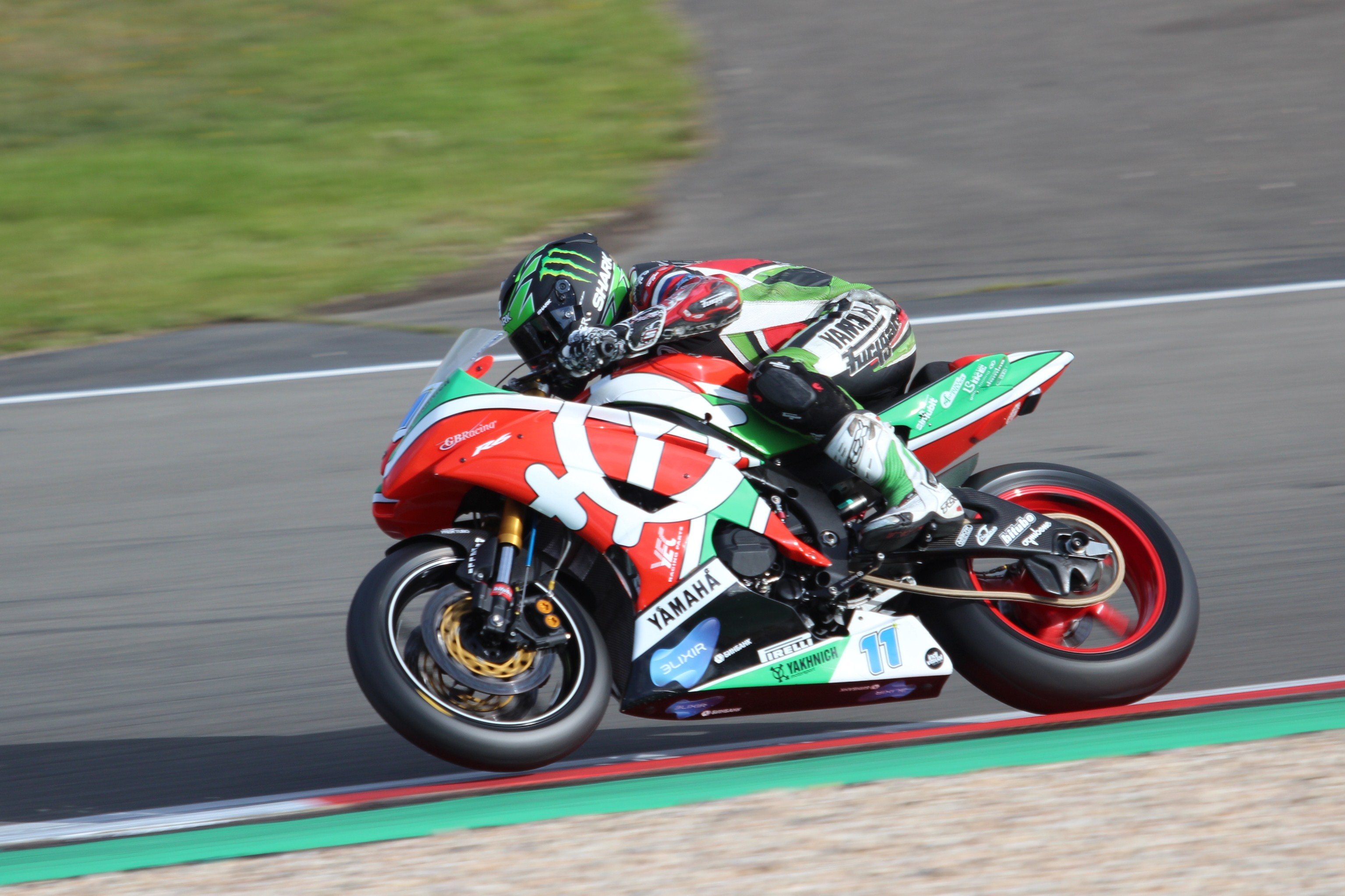
Sam Lowes, campeón del Mundial de Supersport 2013

La Temporada 2013 del Campeonato Mundial de Supersport fue la decimoquinta temporada del Campeonato Mundial de Supersport, pero la decimoséptima teniendo en cuenta las dos celebradas bajo el nombre de Serie Mundial de Supersport. Comenzó el 24 de febrero en Phillip Island y terminó el 20 de octubre en el Circuito de Jerez después de 13 rondas.

## Calendario y resultados
El calendario provisional fue anunciado públicamente por la FIM el 6 de octubre de 2012 con trece rondas confirmadas y otra ronda pendiente de confirmación. La serie apoyará el campeonato mundial de Superbike en cada carrera excepto en Laguna Seca. El 15 de enero de 2013 la ronda india se trasladó del 10 de marzo al 17 de noviembre. El 8 de marzo de 2013, la FIM publicó un calendario definitivo, confirmando las rondas de Portimão e Imola que estaban previamente sujetas a contrato, así como la introducción de una ronda en el Circuito de Estambul en septiembre para completar un calendario de 14 carreras. El 14 de agosto de 2013, la ronda de la India fue cancelada debido a "desafíos operacionales" en el Circuito Internacional de Buddh.
| Ronda | País         | Circuito                           | Fecha            | Pole position  | Vuelta Rápida     | Piloto Ganador    | Equipo Ganador         |
| ----- | ------------ | ---------------------------------- | ---------------- | -------------- | ----------------- | ----------------- | ---------------------- |
| 1     | Australia    | Circuito de Phillip Island         | 24 de febrero    | Sam Lowes      | Kenan Sofuoğlu    | Kenan Sofuoğlu    | Mahi Racing Team India |
| 2     | España       | Motorland Aragón                   | 14 de abril      | Kenan Sofuoğlu | Sam Lowes         | Fabien Foret      | Mahi Racing Team India |
| 3     | Países Bajos | TT Circuit Assen                   | 28 de abril      | Sam Lowes      | Fabien Foret      | Sam Lowes         | Yakhnich Motorsport    |
| 4     | Italia       | Autodromo Nazionale Monza          | 12 de mayo       | Sam Lowes      | Lorenzo Zanetti   | Sam Lowes         | Yakhnich Motorsport    |
| 5     | Reino Unido  | Donington Park                     | 26 de mayo       | Sam Lowes      | Sam Lowes         | Sam Lowes         | Yakhnich Motorsport    |
| 6     | Portugal     | Autódromo Internacional do Algarve | 9 de junio       | Sam Lowes      | Kenan Sofuoğlu    | Sam Lowes         | Yakhnich Motorsport    |
| 7     | Italia       | Autodromo Enzo e Dino Ferrari      | 30 de junio      | Sam Lowes      | Sam Lowes         | Kenan Sofuoğlu    | Mahi Racing Team India |
| 8     | Rusia        | Moscow Raceway                     | 21 de julio      | Kenan Sofuoğlu | Carrera cancelada | Carrera cancelada | Carrera cancelada      |
| 9     | Reino Unido  | Silverstone Circuit                | 4 de agosto      | Sam Lowes      | Sam Lowes         | Kenan Sofuoğlu    | Mahi Racing Team India |
| 10    | Alemania     | Nürburgring                        | 1 de septiembre  | Sam Lowes      | Kenan Sofuoğlu    | Sam Lowes         | Yakhnich Motorsport    |
| 11    | Turquía      | Circuito de Estambul               | 15 de septiembre | Kenan Sofuoğlu | Sam Lowes         | Kenan Sofuoğlu    | Mahi Racing Team India |
| 12    | Francia      | Circuit de Nevers Magny-Cours      | 6 de octubre     | Kenan Sofuoğlu | Sam Lowes         | Kenan Sofuoğlu    | Mahi Racing Team India |
| 13    | España       | Circuito de Jerez                  | 20 de octubre    | Sam Lowes      | Sam Lowes         | Sam Lowes         | Yakhnich Motorsport    |

Footnotes
1. ↑  El intento original de correr la carrera fue interrumpido en la segunda vuelta, tras un incidente que involucró a Lorenzo Zanetti y Andrea Antonelli. Antonelli sufrió lesiones mortales, y por consiguiente, todas las carreras fueron canceladas.[6]

## Pilotos y equipos
| Parrilla 2013                              | Parrilla 2013 | Parrilla 2013       | Parrilla 2013 | Parrilla 2013        | Parrilla 2013    |
| Equipo                                     | Constructor   | Moto                | No.           | Piloto               | Rondas           |
| ------------------------------------------ | ------------- | ------------------- | ------------- | -------------------- | ---------------- |
| Smiths Triumph                             | Triumph       | Triumph Daytona 675 | 2             | Billy McConnell      | 5, 9             |
| Smiths Triumph                             | Triumph       | Triumph Daytona 675 | 75            | Glen Richards        | 5, 9             |
| Puccetti Racing Kawasaki                   | Kawasaki      | Kawasaki ZX-6R      | 3             | Stefano Cruciani     | 2, 4             |
| Puccetti Racing Kawasaki                   | Kawasaki      | Kawasaki ZX-6R      | 84            | Riccardo Russo       | 2–7, 9–10, 12–13 |
| Rivamoto                                   | Honda         | Honda CBR600RR      | 4             | Jack Kennedy         | Todas            |
| Rivamoto                                   | Honda         | Honda CBR600RR      | 24            | Eduard Blokhin       | Todas            |
| Team Lorini                                | Honda         | Honda CBR600RR      | 5             | Raffaele De Rosa     | Todas            |
| Team Lorini                                | Honda         | Honda CBR600RR      | 25            | Alex Baldolini       | 1–4              |
| Team Lorini                                | Honda         | Honda CBR600RR      | 27            | Riccardo Cecchini    | 5                |
| Team Lorini                                | Honda         | Honda CBR600RR      | 46            | Tommy Bridewell      | 7                |
| Team Lorini                                | Honda         | Honda CBR600RR      | 91            | Roberto Tamburini    | 8–13             |
| Team Lorini                                | Honda         | Honda CBR600RR      | 117           | Miguel Praia         | 6                |
| Kawasaki DMC–Lorenzini Team                | Kawasaki      | Kawasaki ZX-6R      | 6             | Vladimir Ivanov      | 1–7              |
| Kawasaki DMC–Lorenzini Team                | Kawasaki      | Kawasaki ZX-6R      | 88            | Kev Coghlan          | Todas            |
| Kawasaki DMC–Lorenzini Team                | Kawasaki      | Kawasaki ZX-6R      | 161           | Alexey Ivanov        | 8–13             |
| Honda PTR                                  | Honda         | Honda CBR600RR      | 7             | Nacho Calero         | Todas            |
| Team Goeleven                              | Kawasaki      | Kawasaki ZX-6R      | 8             | Andrea Antonelli     | 1–8              |
| Team Goeleven                              | Kawasaki      | Kawasaki ZX-6R      | 32            | Sheridan Morais      | 10–13            |
| Team Goeleven                              | Kawasaki      | Kawasaki ZX-6R      | 181           | Ivan Clementi        | 9                |
| Kawasaki Intermoto Ponyexpres              | Kawasaki      | Kawasaki ZX-6R      | 9             | Luca Scassa          | 1–12             |
| Kawasaki Intermoto Ponyexpres              | Kawasaki      | Kawasaki ZX-6R      | 19            | Florian Marino       | 2–5, 7–8         |
| Kawasaki Intermoto Ponyexpres              | Kawasaki      | Kawasaki ZX-6R      | 19            | Florian Marino       | 9–11             |
| Kawasaki Intermoto Ponyexpres              | Kawasaki      | Kawasaki ZX-6R      | 44            | David Salom          | 1, 6, 9–11, 13   |
| Kawasaki Intermoto Ponyexpres              | Kawasaki      | Kawasaki ZX-6R      | 49            | Matthieu Lagrive     | 12–13            |
| Racing Team Tóth                           | Honda         | Honda CBR600RR      | 10            | Imre Tóth            | 1–2, 4–13        |
| Racing Team Tóth                           | Honda         | Honda CBR600RR      | 59            | Alex Schacht         | 1–7, 9–13        |
| Yakhnich Motorsport                        | Yamaha        | Yamaha YZF-R6       | 11            | Sam Lowes            | Todas            |
| Yakhnich Motorsport                        | Yamaha        | Yamaha YZF-R6       | 65            | Vladimir Leonov      | Todas            |
| Yamaha Racing Team                         | Yamaha        | Yamaha YZF-R6       | 12            | Kevin Curtain        | 1                |
| Team Suzuki Mayer                          | Suzuki        | Suzuki GSX-R600     | 13            | Jed Metcher          | 10               |
| Prorace                                    | Honda         | Honda CBR600RR      | 14            | Gábor Talmácsi       | 1–6              |
| Prorace                                    | Honda         | Honda CBR600RR      | 17            | Ronan Quarmby        | 9–13             |
| Prorace                                    | Honda         | Honda CBR600RR      | 53            | Valentin Debise      | 7–8              |
| Team Honda PTR                             | Honda         | Honda CBR600RR      | 15            | Corey Alexander      | 12–13            |
| Team Honda PTR                             | Honda         | Honda CBR600RR      | 37            | David Linortner      | 1–9              |
| Team Honda PTR                             | Honda         | Honda CBR600RR      | 38            | Lee Johnston         | 12–13            |
| Team Honda PTR                             | Honda         | Honda CBR600RR      | 52            | Damian Cudlin        | 11               |
| Team Honda PTR                             | Honda         | Honda CBR600RR      | 64            | Matt Davies          | 1–10             |
| Team Honda PTR                             | Honda         | Honda CBR600RR      | 69            | David McFadden       | 11               |
| Team Honda PTR                             | Honda         | Honda CBR600RR      | 79            | Kevin Wahr           | 10               |
| Team Honda Racing                          | Honda         | Honda CBR600RR      | 16            | Joshua Hook          | 1                |
| Team Pata by Martini                       | Yamaha        | Yamaha YZF-R6       | 17            | Luca Salvadori       | 1–2              |
| Team Pata by Martini                       | Yamaha        | Yamaha YZF-R6       | 55            | Massimo Roccoli      | Todas            |
| Suriano Racing Team                        | Suzuki        | Suzuki GSX-R600     | 20            | Mathew Scholtz       | Todas            |
| Suriano Racing Team                        | Suzuki        | Suzuki GSX-R600     | 25            | Alex Baldolini       | 5–13             |
| Suriano Racing Team                        | Suzuki        | Suzuki GSX-R600     | 91            | Roberto Tamburini    | 1–4              |
| ParkinGO MV Agusta Corse                   | MV Agusta     | MV Agusta F3 675    | 21            | Christian Iddon      | Todas            |
| ParkinGO MV Agusta Corse                   | MV Agusta     | MV Agusta F3 675    | 47            | Roberto Rolfo        | Todas            |
| Speedy Bike                                | Honda         | Honda CBR600RR      | 22            | Fabrizio Lai         | 7                |
| Pata Honda World Supersport                | Honda         | Honda CBR600RR      | 26            | Lorenzo Zanetti      | Todas            |
| Pata Honda World Supersport                | Honda         | Honda CBR600RR      | 60            | Michael van der Mark | Todas            |
| DTC KME Racing                             | Yamaha        | Yamaha YZF-R6       | 31            | Leon Bovee           | 10               |
| PTR Honda                                  | Honda         | Honda CBR600RR      | 32            | Sheridan Morais      | 1–7, 9           |
| PTR Honda                                  | Honda         | Honda CBR600RR      | 36            | Kenny Noyes          | 8                |
| PTR Honda                                  | Honda         | Honda CBR600RR      | 41            | Luke Mossey          | 8                |
| PTR Honda                                  | Honda         | Honda CBR600RR      | 66            | Danny Webb           | 10–13            |
| PTR Honda                                  | Honda         | Honda CBR600RR      | 87            | Luca Marconi         | 1–7, 9–13        |
| Team MRC Austria                           | Honda         | Honda CBR600RR      | 33            | Yves Polzer          | 2–7, 9–10        |
| Complus SMS Racing                         | Honda         | Honda CBR600RR      | 34            | Balázs Németh        | 1–12             |
| Complus SMS Racing                         | Honda         | Honda CBR600RR      | 98            | Fraser Rogers        | 13               |
| AARK Racing                                | Triumph       | Triumph 675 R       | 35            | Mitchell Carr        | 1–7              |
| AARK Racing                                | Honda         | Honda CBR600RR      | 35            | Mitchell Carr        | 9–10             |
| AARK Racing                                | Honda         | Honda CBR600RR      | 40            | Brodie Waters        | 12–13            |
| United Gebben Racing                       | Yamaha        | Yamaha YZF-R6       | 43            | Kevin van Leuven     | 3                |
| Evan Bros Racing by S.M.A. Honda Italia Jr | Honda         | Honda CBR600RR      | 45            | Marco Faccani        | 7, 13            |
| RWT–ALPHA Sport                            | Yamaha        | Yamaha YZF-R6       | 50            | Sergei Krapukhin     | 8                |
| VFT Racing                                 | Yamaha        | Yamaha YZF-R6       | 51            | Alessia Polita       | 4                |
| VFT Racing                                 | Yamaha        | Yamaha YZF-R6       | 61            | Fabio Menghi         | 1–3, 6–12        |
| Mahi Racing Team India                     | Kawasaki      | Kawasaki ZX-6R      | 54            | Kenan Sofuoğlu       | Todas            |
| Mahi Racing Team India                     | Kawasaki      | Kawasaki ZX-6R      | 99            | Fabien Foret         | Todas            |
| Racing Team Bijsterbosch                   | Yamaha        | Yamaha YZF-R6       | 56            | Pepijn Bijsterbosch  | 10               |
| GoPro BT Racing Team                       | Yamaha        | Yamaha YZF-R6       | 62            | Mert Aytuğ           | 11               |
| GoPro BT Racing Team                       | Yamaha        | Yamaha YZF-R6       | 113           | Barış Tok            | 11               |
| Pata by Martini Team                       | Yamaha        | Yamaha YZF-R6       | 73            | Dino Lombardi        | 1, 3–4           |
| Kawasaki Schnock–Shell Advance             | Kawasaki      | Kawasaki ZX-6R      | 76            | Roman Stamm          | 10               |
| Bike Service                               | Yamaha        | Yamaha YZF-R6       | 81            | Christopher Moretti  | 7                |
| Langenscheidt by Fast Bike Service         | Yamaha        | Yamaha YZF-R6       | 89            | Stefan Kerschbaumer  | 10               |
| Pacific Racing Team                        | Honda         | Honda CBR600RR      | 90            | Çağrı Coşkun         | 11               |
| RLR Motorsports                            | Suzuki        | Suzuki GSX-R600     | 94            | Sam Hornsey          | 5                |
| Sinioris Racing Team                       | Honda         | Honda CBR600RR      | 95            | Theodosios Sinioris  | 11               |
| Nito Racing                                | Kawasaki      | Kawasaki ZX-6R      | 96            | Tony Coveña          | 5                |

| Leyenda             | Leyenda |
| ------------------- | ------- |
| Piloto Titular      |         |
| Piloto Invitado     |         |
| Piloto de reemplazo |         |

## Estadísticas

### Campeonato de pilotos
| Pos.  | Piloto               | Moto      | PHI | ARA | ASS | MNZ | DON | POR | IMO | MOS | SIL | NÜR | IST | MAG | JER | Pts |
| ----- | -------------------- | --------- | --- | --- | --- | --- | --- | --- | --- | --- | --- | --- | --- | --- | --- | --- |
| 1     | Sam Lowes            | Yamaha    | 2   | Ret | 1   | 1   | 1   | 1   | 2   | C   | 2   | 1   | 2   | 2   | 1   | 250 |
| 2     | Kenan Sofuoğlu       | Kawasaki  | 1   | Ret | 2   | Ret | 2   | 3   | 1   | C   | 1   | Ret | 1   | 1   | 2   | 201 |
| 3     | Fabien Foret         | Kawasaki  | 4   | 1   | 3   | DNS | 9   | 2   | 12  | C   | 3   | 2   | Ret | 4   | 10  | 140 |
| 4     | Michael van der Mark | Honda     | 3   | 2   | 4   | DNS | 20  | 4   | 5   | C   | 9   | 5   | 3   | 6   | 4   | 130 |
| 5     | Lorenzo Zanetti      | Honda     | 8   | 6   | 10  | 3   | 4   | 14  | 4   | C   | 11  | 4   | 4   | 7   | 5   | 119 |
| 6     | Roberto Rolfo        | MV Agusta | Ret | 9   | 6   | 11  | 3   | Ret | 14  | C   | 6   | 15  | 5   | Ret | 3   | 78  |
| 7     | Jack Kennedy         | Honda     | 10  | 7   | 7   | Ret | 6   | 6   | 13  | C   | 7   | 8   | 9   | 11  | 16  | 76  |
| 8     | Luca Scassa          | Kawasaki  | 6   | 3   | Ret | 8   | 5   | 8   | 6   | C   | 13  | 13  | 11  | 15  |     | 75  |
| 9     | Kev Coghlan          | Kawasaki  | 18  | 13  | 8   | 5   | Ret | Ret | Ret | C   | 4   | 3   | 7   | 14  | 7   | 71  |
| 10    | Vladimir Leonov      | Yamaha    | Ret | 8   | 12  | 7   | 16  | 11  | 3   | C   | 10  | Ret | 15  | 9   | 9   | 63  |
| 11    | Andrea Antonelli     | Kawasaki  | 7   | 4   | 9   | Ret | 8   | 7   | 7   | C   |     |     |     |     |     | 55  |
| 12    | Sheridan Morais      | Honda     | 24  | Ret | DNS | 6   | 7   | 5   | 10  |     | 19  |     |     |     |     | 55  |
| 12    | Sheridan Morais      | Kawasaki  |     |     |     |     |     |     |     |     |     | 18  | Ret | 5   | 8   | 55  |
| 13    | Florian Marino       | Kawasaki  |     | Ret | 5   | 2   | 21  |     | 8   | C   | 8   | 10  | 19  | WD  |     | 53  |
| 14    | Riccardo Russo       | Kawasaki  |     | 5   | 14  | 4   | 14  | Ret | Ret |     | Ret | 6   |     | Ret | 6   | 48  |
| 15    | Christian Iddon      | MV Agusta | 21  | Ret | 11  | 13  | Ret | 10  | DNS | C   | 5   | 12  | Ret | 3   | Ret | 45  |
| 16    | Roberto Tamburini    | Suzuki    | 13  | 15  | 26  | 18  |     |     |     |     |     |     |     |     |     | 39  |
| 16    | Roberto Tamburini    | Honda     |     |     |     |     |     |     |     | C   | 12  | 7   | 6   | 8   | 12  | 39  |
| 17    | Alex Baldolini       | Honda     | 15  | 11  | Ret | 17  |     |     |     |     |     |     |     |     |     | 34  |
| 17    | Alex Baldolini       | Suzuki    |     |     |     |     | 15  | 13  | 9   | C   | 14  | 11  | 12  | 10  | Ret | 34  |
| 18    | David Salom          | Kawasaki  | 5   |     |     |     |     | NC  |     |     | 15  | 9   | 8   |     | 13  | 30  |
| 19    | Raffaele De Rosa     | Honda     | Ret | Ret | 17  | 15  | 13  | 9   | 11  | C   | Ret | 14  | 13  | 12  | 21  | 25  |
| 20    | Massimo Roccoli      | Yamaha    | 9   | 12  | 13  | DNS | Ret | 12  | 18  | C   | Ret | 16  | 14  | 13  | 17  | 23  |
| 21    | Vladimir Ivanov      | Kawasaki  | 11  | Ret | 15  | 9   | 11  | 18  | DNS |     |     |     |     |     |     | 18  |
| 22    | Luca Marconi         | Honda     | 12  | 10  | DNS | 10  | 18  | 15  | DNS |     | 20  | 22  | 20  | 18  | 19  | 17  |
| 23    | Mathew Scholtz       | Suzuki    | 14  | 21  | 18  | 12  | 17  | Ret | Ret | C   | 16  | 20  | 17  | Ret | 14  | 8   |
| 24    | Ronan Quarmby        | Honda     |     |     |     |     |     |     |     |     | 18  | Ret | 10  | 16  | Ret | 6   |
| 25    | Glen Richards        | Triumph   |     |     |     |     | 10  |     |     |     | 17  |     |     |     |     | 6   |
| 26    | Danny Webb           | Honda     |     |     |     |     |     |     |     |     |     | 23  | 18  | 17  | 11  | 5   |
| 27    | Gábor Talmácsi       | Honda     | DNS | Ret | 16  | 19  | 12  | Ret |     |     |     |     |     |     |     | 4   |
| 28    | Fabio Menghi         | Yamaha    | Ret | 14  | DNS |     |     | 24  | 15  | C   | 24  | 24  | 16  | DNS | WD  | 3   |
| 29    | David Linortner      | Honda     | Ret | Ret | 22  | 14  | Ret | 16  | Ret | C   | 23  |     |     |     |     | 2   |
| 30    | Marco Faccani        | Honda     |     |     |     |     |     |     | DNS |     |     |     |     |     | 15  | 1   |
|       | Balázs Németh        | Honda     | DNS | 16  | Ret | 22  | 22  | Ret | 16  | C   | Ret | Ret | Ret | 20  |     | 0   |
|       | Matt Davies          | Honda     | 20  | 18  | Ret | 16  | Ret | 17  | DNS | C   | 25  | 26  |     |     |     | 0   |
|       | Mitchell Carr        | Triumph   | 16  | Ret | 23  | 25  | 24  | 22  | 19  |     |     |     |     |     |     | 0   |
| Honda | Mitchell Carr        |           |     |     |     |     |     |     |     | 30  | 29  |     |     |     |     | 0   |
|       | Alex Schacht         | Honda     | Ret | 17  | 19  | Ret | 23  | 21  | 20  |     | Ret | Ret | 22  | 19  | 23  | 0   |
|       | Imre Tóth            | Honda     | 22  | Ret |     | 23  | 26  | 23  | 17  | C   | 21  | 25  | 23  | 21  | 24  | 0   |
|       | Joshua Hook          | Honda     | 17  |     |     |     |     |     |     |     |     |     |     |     |     | 0   |
|       | Jed Metcher          | Suzuki    |     |     |     |     |     |     |     |     |     | 17  |     |     |     | 0   |
|       | Matthieu Lagrive     | Kawasaki  |     |     |     |     |     |     |     |     |     |     |     | Ret | 18  | 0   |
|       | Nacho Calero         | Honda     | 19  | Ret | 21  | 20  | NC  | 19  | 21  | C   | 27  | 28  | 21  | Ret | 22  | 0   |
|       | Yves Polzer          | Honda     |     | 19  | 25  | 24  | Ret | 25  | 22  |     | 28  | DNS |     |     |     | 0   |
|       | Billy McConnell      | Triumph   |     |     |     |     | 19  |     |     |     | 22  |     |     |     |     | 0   |
|       | Stefan Kerschbaumer  | Yamaha    |     |     |     |     |     |     |     |     |     | 19  |     |     |     | 0   |
|       | Eduard Blokhin       | Honda     | 23  | 20  | DNQ | 26  | Ret | 26  | 23  | C   | 31  | 31  | Ret | 24  | Ret | 0   |
|       | Lee Johnston         | Honda     |     |     |     |     |     |     |     |     |     |     |     | Ret | 20  | 0   |
|       | Kevin van Leuven     | Yamaha    |     |     | 20  |     |     |     |     |     |     |     |     |     |     | 0   |
|       | Miguel Praia         | Honda     |     |     |     |     |     | 20  |     |     |     |     |     |     |     | 0   |
|       | Dino Lombardi        | Yamaha    | Ret |     | 24  | 21  |     |     |     |     |     |     |     |     |     | 0   |
|       | Roman Stamm          | Kawasaki  |     |     |     |     |     |     |     |     |     | 21  |     |     |     | 0   |
|       | Corey Alexander      | Honda     |     |     |     |     |     |     |     |     |     |     |     | 22  | 25  | 0   |
|       | Alexey Ivanov        | Kawasaki  |     |     |     |     |     |     |     | C   | 29  | 30  | 25  | 23  | Ret | 0   |
|       | David McFadden       | Honda     |     |     |     |     |     |     |     |     |     |     | 24  |     |     | 0   |
|       | Riccardo Cecchini    | Honda     |     |     |     |     | 25  |     |     |     |     |     |     |     |     | 0   |
|       | Brodie Waters        | Honda     |     |     |     |     |     |     |     |     |     |     |     | Ret | 26  | 0   |
|       | Ivan Clementi        | Kawasaki  |     |     |     |     |     |     |     |     | 26  |     |     |     |     | 0   |
|       | Theodosios Sinioris  | Honda     |     |     |     |     |     |     |     |     |     |     | 26  |     |     | 0   |
|       | Tony Coveña          | Kawasaki  |     |     |     |     | 27  |     |     |     |     |     |     |     |     | 0   |
|       | Pepijn Bijsterbosch  | Yamaha    |     |     |     |     |     |     |     |     |     | 27  |     |     |     | 0   |
|       | Barış Tok            | Yamaha    |     |     |     |     |     |     |     |     |     |     | 27  |     |     | 0   |
|       | Luca Salvadori       | Yamaha    | Ret | Ret |     |     |     |     |     |     |     |     |     |     |     | 0   |
|       | Stefano Cruciani     | Kawasaki  |     | DNS |     | Ret |     |     |     |     |     |     |     |     |     | 0   |
|       | Kevin Curtain        | Yamaha    | Ret |     |     |     |     |     |     |     |     |     |     |     |     | 0   |
|       | Sam Hornsey          | Suzuki    |     |     |     |     | Ret |     |     |     |     |     |     |     |     | 0   |
|       | Fabrizio Lai         | Honda     |     |     |     |     |     |     | Ret |     |     |     |     |     |     | 0   |
|       | Christopher Moretti  | Yamaha    |     |     |     |     |     |     | Ret |     |     |     |     |     |     | 0   |
|       | Kevin Wahr           | Honda     |     |     |     |     |     |     |     |     |     | Ret |     |     |     | 0   |
|       | Leon Bovee           | Yamaha    |     |     |     |     |     |     |     |     |     | Ret |     |     |     | 0   |
|       | Damian Cudlin        | Honda     |     |     |     |     |     |     |     |     |     |     | Ret |     |     | 0   |
|       | Çağrı Coşkun         | Honda     |     |     |     |     |     |     |     |     |     |     | Ret |     |     | 0   |
|       | Fraser Rogers        | Honda     |     |     |     |     |     |     |     |     |     |     |     |     | Ret | 0   |
|       | Valentin Debise      | Honda     |     |     |     |     |     |     | DNS | C   |     |     |     |     |     | 0   |
|       | Sergei Krapukhin     | Yamaha    |     |     |     |     |     |     |     | C   |     |     |     |     |     | 0   |
|       | Luke Mossey          | Honda     |     |     |     |     |     |     |     | C   |     |     |     |     |     | 0   |
|       | Kenny Noyes          | Honda     |     |     |     |     |     |     |     | C   |     |     |     |     |     | 0   |
|       | Alessia Polita       | Yamaha    |     |     |     | DNS |     |     |     |     |     |     |     |     |     | 0   |
|       | Tommy Bridewell      | Honda     |     |     |     |     |     |     | DNS |     |     |     |     |     |     | 0   |
|       | Mert Aytuğ           | Yamaha    |     |     |     |     |     |     |     |     |     |     | DNQ |     |     | 0   |
| Pos.  | Piloto               | Moto      | PHI | ARA | ASS | MNZ | DON | POR | IMO | MOS | SIL | NÜR | IST | MAG | JER | Pts |

| Color     | Resultado                                                               |
| --------- | ----------------------------------------------------------------------- |
| Oro       | Ganador                                                                 |
| Plata     | 2.ª plaza                                                               |
| Bronce    | 3.ª plaza                                                               |
| Verde     | Finalizó en los puntos                                                  |
| Azul      | Finalizó sin puntos                                                     |
| Azul      | NC - No clasificado                                                     |
| Violeta   | Ret - No terminó (Carrera)                                              |
| Rojo      | DNQ - No se clasificó                                                   |
| Negro     | DSQ - Descalificado                                                     |
| Blanco    | DNS - No empezó (carrera)                                               |
| Blanco    | WD - Retirado (fin de semana)                                           |
| Blanco    | C - Carrera cancelada                                                   |
| Sin color | DNP - Inscrito pero no participó                                        |
| Sin color | INJ - Lesionado                                                         |
| Sin color | EX - Excluido                                                           |
| Estado    | Resultado                                                               |
| Negrita   | Pole position                                                           |
| Cursiva   | Vuelta rápida                                                           |
| †         | Abandona, pero clasifica al completar el porcentaje requerido para ello |

### Campeonato de constructores
| Pos. | Constructor | PHI | ARA | ASS | MNZ | DON | POR | IMO | MOS | SIL | NÜR | IST | MAG | JER | Pts |
| ---- | ----------- | --- | --- | --- | --- | --- | --- | --- | --- | --- | --- | --- | --- | --- | --- |
| 1    | Kawasaki    | 1   | 1   | 2   | 2   | 2   | 2   | 1   | C   | 1   | 2   | 1   | 1   | 2   | 270 |
| 2    | Yamaha      | 2   | 8   | 1   | 1   | 1   | 1   | 2   | C   | 2   | 1   | 2   | 2   | 1   | 258 |
| 3    | Honda       | 3   | 2   | 4   | 3   | 4   | 4   | 4   | C   | 7   | 4   | 3   | 6   | 4   | 165 |
| 4    | MV Agusta   | 21  | 9   | 6   | 11  | 3   | 10  | 14  | C   | 5   | 12  | 5   | 3   | 3   | 104 |
| 5    | Suzuki      | 13  | 15  | 18  | 12  | 15  | 13  | 9   | C   | 14  | 11  | 12  | 10  | 14  | 38  |
| 6    | Triumph     | 16  | Ret | 23  | 25  | 10  | 22  | 19  |     | 17  |     |     |     |     | 6   |
| Pos. | Constructor | PHI | ARA | ASS | MNZ | DON | POR | IMO | MOS | SIL | NÜR | IST | MAG | JER | Pts |